# پایگاه هوایی مالادزیچنه
پایگاه هوایی مالادزیچنه (به انگلیسی: Maladzyechna (air base)) یک فرودگاه همگانی است . این فرودگاه در کشور بلاروس قرار دارد و در ارتفاع ۲۰۸ متری از سطح دریا واقع شده است.